# 宗俱
宗俱（？—173年2月27日），字伯丽，南阳郡安众县（今河南省邓州市东北）人，东汉时期人物。
宗俱世为南阳著名望族，宗意之孙，官至太常。汉灵帝建宁四年（171年）七月，宗俱代许栩任司空，许栩代桥玄任司徒。熹平二年正月廿七（173年2月27日），宗俱在任上去世，杨赐继任。